# Psyllidae
Le psille propriamente dette (Psyllidae Latreille, 1807) sono una famiglia cosmopolita di insetti dell'ordine dei Rincoti Omotteri, superfamiglia Psylloidea. Costituiscono il raggruppamento più importante e rappresentativo, per diffusione, importanza economica e numero di specie, della superfamiglia.

## Descrizione
Sono insetti di piccole dimensioni, alati, con capo largo quanto il torace. Nell'ambito della famiglia si riscontra una certa eterogeneità, in confronto all'uniformità morfologica che caratterizza le altre famiglie di Psilloidei.
Il capo porta antenne di 10 articoli, provvisto di occhi e di tre ocelli. Nella maggior parte della famiglia, la zona frontale del capo presenta due prolungamenti detti coni frontali o geno-frontali, assenti però in alcune sottofamiglie (Aphalarinae, Euphyllurinae, Liviinae, Togepsyllinae). L'apparato boccale è di tipo pungente-succhiante, con rostro di tre segmenti.
Le ali sono membranose, quelle anteriori leggermente sclerificate. La morfologia della venulazione dell'ala anteriore non presenta particolari dettagli morfologici, in quanto presenta caratteri pressoché ricorrenti in tutte le altre famiglie ad eccezione dei Triozidae. È presente uno pterostigma, stretto e decorrente lungo il margine costale, mentre la nervatura è ripartita tra due vene principali. La prima decorre lungo il margine costale e si interrompe prima di confluire nello pterostigma (frattura costale); è derivata dalla fusione della costa e della subcosta. La seconda, detta vena basale, si dirama ben presto in due biforcazioni. Quella anteriore, derivata dalla radio, si divide a sua volta nel ramo del radio, breve e confluente nel pterostigma, e nel settore radiale, più sviluppata e decorrente nella parte anteriore della regione remigante. La diramazione posteriore deriva invece dalla fusione della media e della cubito; dopo un breve percorso comune, i due rami si separano in media e cubito che, a loro volta, si biforcano formando nel complesso quattro ramificazioni confluenti nel margine. Di particolare sviluppo in lunghezza è la cellula m1, compresa fra la media e la cubito e, nella zona distale, fra le vene M3-4 e Cu1a.

Morfologia dell'ala anteriore. Pt: pterostigma; spn: spine apicali; r, m, cu: cellule. Nervature: C+Sc: costa + subcosta; R+M+Cu: vena basale; Rs: settore radiale; M: rami della media; Cu: rami della cubito.

Le zampe hanno tarsi biarticolati e le posteriori sono adattate al salto, con femori leggermente ingrossati.
L'addome delle femmine è fornito di un breve ovopositore, spesso conformato in relazione alla pianta ospite. Quello dei maschi presenta la parte terminale rivolta verso l'alto, con ano e armature genitali disposti in posizione dorsale.

## Biologia
Le specie di questa famiglia sono associate a piante appartenenti ad un'ampia gamma tassonomica. In particolare sono frequenti, fra le piante ospiti, gli ordini delle Annonales e delle Asterales e le Leguminose legnose. Le specie di maggiore importanza in Italia sono tuttavia associate alle Pomoideae e, in particolare, al pero. Le neanidi sono in genere libere, ma non mancano le specie galligene, analogamente a quanto avviene per altri Psilloidei. La produzione di melata può essere particolarmente abbondante, fino ad avere effetti fitotossici.

## Distribuzione
La famiglia è cosmopolita e vanta una larga distribuzione, dalle regioni subartiche alle isole subantartiche.

## Sistematica

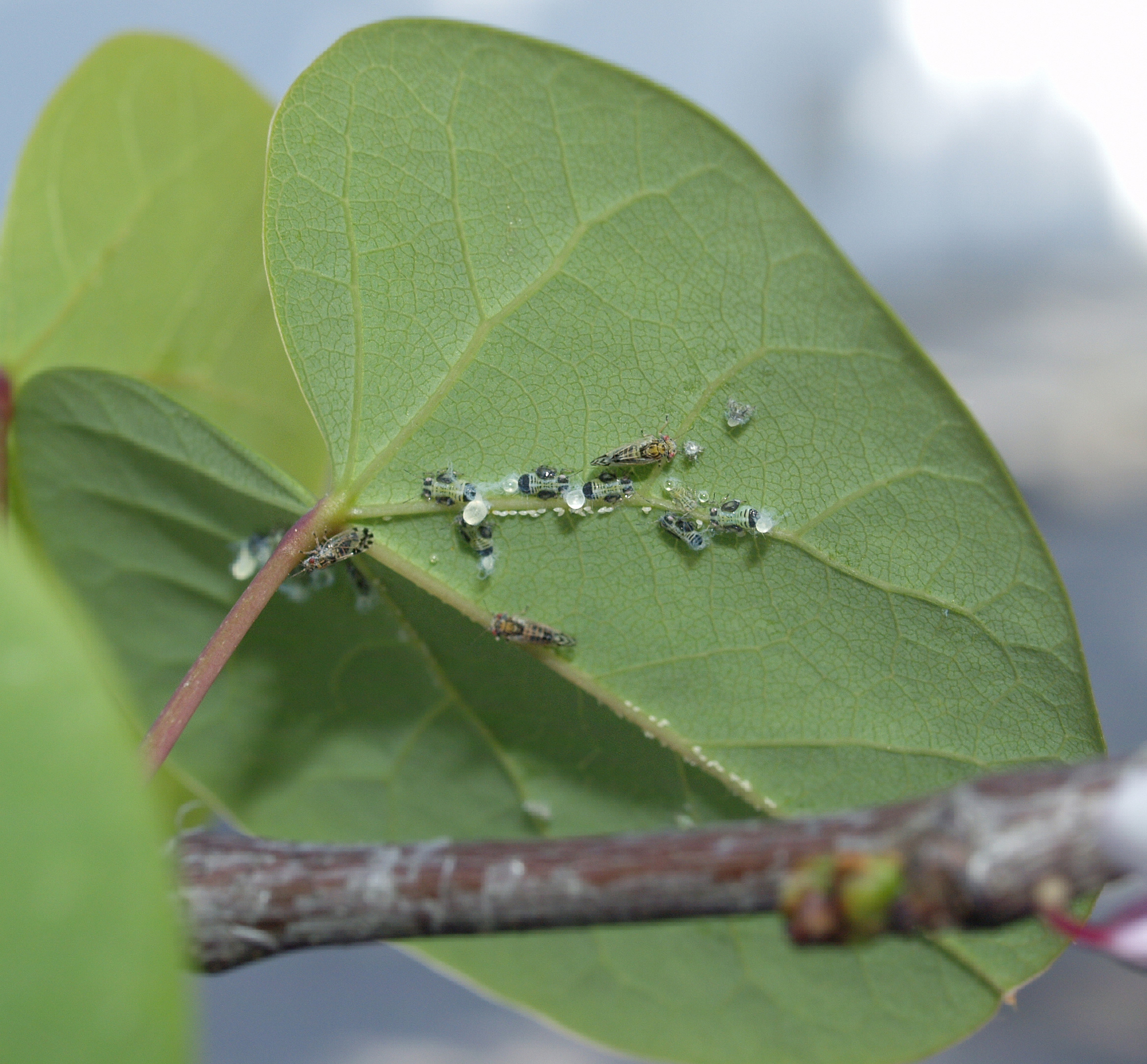
Adulti e stadi giovanili di Cacopsylla pulchella su foglia di albero di Giuda.

L'inquadramento sistematico e la suddivisione interna della famiglia è incerto. In letteratura, le vecchie pubblicazioni si orientano verso due differenti indirizzi: uno tende a comprendere tutti gli Psilloidei nella famiglia dei Psyllidae, differenziandoli al rango di sottofamiglie (es. Psyllinae, Triozinae, Carsidarinae, ecc.); suddivide la superfamiglia in più famiglie, discernendo fra i due raggruppamenti principali, quelli che fanno capo alle famiglie degli Psyllidae e dei Triozidae. Dagli Psyllidae, alcuni Autori separavano alcune sottofamiglie elevandole al rango di famiglie (es. Aphalaridae e Liviidae) caratterizzate per lo più dall'assenza dei coni frontali.
Gli orientamenti attuali degli studiosi della superfamiglia convergono nel suddividere gli Psilloidei in sei famiglie, di cui due più conosciute per diffusione e numero di specie (Psyllidae, Triozidae) e le altre quattro considerate "minori" per il limitato numero di specie e per la diffusione prevalentemente pantropicale (Calophyidae, Carsidaridae, Homotomidae, Phacopteronidae). In questo schema tassonomico, gli Psillidi sono considerati un raggruppamento comprendente anche le famiglie degli Aphalaridae, dei Liviidae e degli Spondyliaspididae contemplate da diversi Autori, soprattutto in un passato recente. Va tuttavia specificato che la sistematica interna degli Psilloidei è ancora incerta per l'esistenza di un elevato numero di specie, soprattutto tropicali, non ancora determinate, e per l'arbitrarietà dei criteri morfologici presi come elementi di differenziazione. Ne consegue un quadro tassonomico alquanto confuso, variegato e incompleto anche nelle attuali pubblicazioni non strettamente scientifiche, come nelle banche dati tassonomiche e nei manuali tecnici.
La famiglia comprenderebbe oltre 1800 specie, comprendendo circa due terzi degli Psilloidei attualmente conosciuti. Il numero dei generi compresi è altresì incerto per la ricorrenza di numerosi casi di sinonimia e si aggirerebbe fra i 120 e i 150. La suddivisione interna contempla la ripartizione in sottofamiglie e tribù, ma anche in questo caso il quadro non può dirsi ben delineato e completo per l'incerta collocazione di diverse specie e generi e per la ricorrenza dei lavori di revisione sistematica. Fra le sottofamiglie in cui si suddividono gli Psyllidae si citano le seguenti:
- Acizziinae
- Anomoneurinae
- Aphalarinae
- Aphalaroidinae
- Arytaininae
- Ciriacreminae
- Diaphorininae
- Euphalerinae

- Euphyllurinae
- Liviinae
- Paurocephalinae
- Psyllinae
- Rhinocolinae
- Spondyliaspidinae
- Strophingiinae
- Togepsyllinae

## Importanza economica
Gli Psillidi rappresentano uno dei raggruppamenti di Omotteri di maggiore importanza agraria, a causa della frequenza di specie dannose e di non facile controllo nei confronti di piante d'interesse agrario. I danni causati da questi insetti sono quelli tipici della generalità degli Omotteri:
- riduzione delle risorse nutritive a disposizione della pianta, a causa della sottrazione della linfa, con conseguente riduzione delle rese e progressivo deperimento in caso di forti infestazioni;
- induzione di malformazioni, dovuta all'immissione della saliva
- emissione di melata, che oltre a provocare danni diretti per la fitotossicità in caso di abbondanti emissioni, ostacola l'azione dei nemici naturali e dei trattamenti insetticidi e favorisce l'insediamento degli agenti della fumaggine;
- possibilità di trasmissione di virus e fitoplasmi fitopatogeni da parte di alcune specie.

Fra le specie di maggiore importanza agraria in Italia si citano le cosiddette "psille del pero" (Cacopsylla pyri, Cacopsylla pyricola e Cacopsylla pyrisuga), le più temibili, la "psilla del melo" (Cacopsylla mali), poco dannosa ma possibile vettore di fitopatogeni (scopazzi), il "cotonello dell'olivo" (Euphyllura olivina), occasionalmente dannoso in oliveti degradati e su piante poco curate.
La lotta chimica alle psille si basa tradizionalmente sull'impiego di principi attivi ad azione sistemica o translaminare efficaci contro gli insetti ad apparato boccale pungente-succhiante e su trattamenti invernali contro le uova e gli adulti svernanti. La lotta chimica convenzionale, applicata senza rispettare i principi della lotta guidata o della lotta integrata, tuttavia presenta difficoltà di applicazione in agrosistemi degradati, a causa della facilità di insorgenza dei fenomeni di resistenza e del mancato supporto degli agenti naturali di controllo e si caratterizza con una spiccata aleatorietà. Una particolare efficacia si è riscontrata da parte degli insetticidi chitinoinibitori (diflubenzuron, teflubenzuron, ecc.) contro le uova e le neanidi delle generazioni estive e i trattamenti ovicidi a fine inverno.
Da diversi anni si è riscontrato che la gestione integrata dei pereti si rivela molto più efficace della lotta chimica convenzionale, in quanto sfrutta la notevole attività degli antagonisti naturali. Le psille sono infatti efficacemente controllate soprattutto da rincoti predatori che fanno capo alle famiglie degli Antocoridi e dei Nabidi.